# Кубок мира по шашкам-64 2013
Кубок мира по шашкам-64 2013 — соревнование по шашкам, этапы которого проводятся в 2013 году. Всего проводится 7 этапов и финал Кубка.

## Победители этапов
| Номер этапа | Название                                        | Дата                           | Призёры |
| ----------- | ----------------------------------------------- | ------------------------------ | --- |
| 1           | «Турнир памяти Е. Степанова»                    | 6-9 марта Челябинск            | Русские шашки: (классические) (16 участников) 1. Гаврил Колесов 2. Антон Беликов 3. Дмитрий Цинман (блиц) (18 участников) 1. Гаврил Колесов 2. Муродулло Амриллаев 3. Юрий Кириллов                                                                                        |
| 2           | «Римини-2013»                                   | 9-14 июня Римини               | Русские шашки: (14 участников) 1. Владимир Скрабов 2. Олег Дашков 3. Дмитрий Цинман Бразильские шашки: (14 участников) 1. Дмитрий Цинман 2. Олег Дашков 3. Гаврил Колесов Итальянские шашки (8 участников) 1. Гаврил Колесов 2. Иван Павлов 3. Андрей Гнелицкий            |
| 3           | «Тихвин-2013»                                   | 21-29 июня Тихвин              | Русские шашки: (классические) (32 участника) 1. Владимир Скрабов 2. Сергей Бойко 3. Андрей Гайдуков (блиц) (25 участников) 1. Владимир Скрабов 2—3. М. Горюнов и Сергей Бойко                                                                                              |
| 4           | «Белые Ночи-2013»                               | 29 июня-7 июля Санкт-Петербург | Русские шашки: (31 участник) 1. Александр Буров 2. Риф Султанов 3. Никита Славянов |
| 5           | «Пардубице-2013»                                | 10-19 июля Пардубице           | Бразильские шашки: (14 участников) 1. Владимир Скрабов 2. Андрей Гнелицкий 3. Валерия Денисова Чешские шашки: (20 участников) 1. Иржи Сысел 2. Владимир Скрабов 3. Филип Карета Русские шашки: (12 участников) 1. Владимир Скрабов 2. Андрей Гнелицкий 3. Валерия Денисова |
| 6           | «Кубок информационных технологий»               | 25-31 июля Казань              | Русские шашки: (46 участников) 1. Дмитрий Цинман 2. Сергей Белошеев 3. Владимир Скрабов (блиц) (48 участников) 1. Сергей Белошеев 2 Дмитрий Цинман 3. Владимир Скрабов |
| 7           | «Турнир памяти Кашаева»                         | 19-26 сентября Евпатория       | Русские шашки: (36 участников) 1. Сергей Белошеев 2. Дмитрий Цинман 3. Ион Доска |
| 8           | Финал Кубка мира «Турнир Памяти Василия Сокова» | 8—16 Декабря Санкт-Петербург   | Русские шашки: (36 участников) 1. Сергей Белошеев 2. Гаврил Колесов 3. Дмитрий Цинман |

## Правила
В сезоне проводится несколько этапов. Шашисты занявшие на отдельном турнире по русским шашкам первые 15 мест получают очки, также получают очки первые десять спортсменов в турнирах по бразильской, итальянской и чешской версии шашек-64. Очки полученные на всех турнирах суммируются, по итоговой сумме определяются призёры.
| Место                                                  | 1  | 2  | 3  | 4  | 5  | 6  | 7  | 8  | 9 | 10 | 11 | 12 | 13 | 14 | 15 |
| ------------------------------------------------------ | -- | -- | -- | -- | -- | -- | -- | -- | - | -- | -- | -- | -- | -- | -- |
| Очки Русские шашки                                     | 25 | 21 | 18 | 15 | 14 | 13 | 11 | 10 | 9 | 8  | 6  | 5  | 3  | 2  | 1  |
| Очки Бразильские шашки Чешские шашки Итальянские шашки | 10 | 9  | 8  | 7  | 6  | 5  | 4  | 3  | 2 | 1  |    |    |    |    |    |

## Результаты (первые 10 спортсменов)
95 спортсменов набрали зачётные очки.
| Место | Участник         | Страна  | Звание                     | Очки |
| ----- | ---------------- | ------- | -------------------------- | ---- |
| 1     | Владимир Скрабов | Россия  | международный гроссмейстер | 103  |
| 2     | Дмитрий Цинман   | Россия  | международный гроссмейстер | 80   |
| 3     | Гаврил Колесов   | Россия  | международный гроссмейстер | 79   |
| 4     | Андрей Гнелицкий | Россия  | мастер ФМЖД                | 73   |
| 5     | Сергей Белошеев  | Украина | международный гроссмейстер | 71   |
| 6     | Валерия Денисова | Россия  | кмс                        | 50   |
| 7     | Руслан Пещеров   | Россия  | мастер ФМЖД                | 49   |
| 8     | Дмитрий Абаринов | Россия  | мастер ФМЖД                | 33   |
| 9     | Олег Дашков      | Россия  | международный гроссмейстер | 30   |
| 10    | Юрий Кириллов    | Россия  | мастер ФМЖД                | 26   |